# Котузівська сільська рада
Коту́зівська сільська́ ра́да — адміністративно-територіальна одиниця та орган місцевого самоврядування в Теребовлянському районі Тернопільської області ( до вересня 2015 року). Адміністративний центр — село Котузів.

## Загальні відомості
- Котузівська сільська рада утворена в 1939 році.
- Територія ради: 2,917 км²
- Населення ради: 455 осіб (станом на 2001 рік)

## Населені пункти
Сільській раді були підпорядковані населені пункти:
- с. Котузів

## Склад ради
Рада складалася з 14 депутатів та голови.
- Голова ради: Пастушенчин Іван Ярославович
- Секретар ради: Михайловська Галина Ігорівна

### Керівний склад попередніх скликань
| Прізвище, ім'я, по батькові  | Основні відомості                                                                                   | Дата обрання | Дата звільнення |
| ---------------------------- | --------------------------------------------------------------------------------------------------- | ------------ | --------------- |
| Динька Орест Олексійович     | Сільський голова, 1960 року народження, освіта середня спеціальна, член Української Народної Партії | 26.03.2006   | 31.10.2010      |
| Динька Орест Олексійович     | Сільський голова, 1960 року народження, освіта середня спеціальна, член Української Народної Партії | 31.10.2010   | 02.06.2013      |
| Пастушенчин Іван Ярославович | Сільський голова, 1967 року народження, освіта середня спеціальна, безпартійний                     | 02.06.2013   |                 |

Примітка: таблиця складена за даними сайту Верховної Ради України

### Депутати
За результатами місцевих виборів 2010 року депутатами ради стали:

#### За суб'єктами висування
| Суб'єкт висування | Кількість обраних депутатів | %   |
| ----------------- | --------------------------- | --- |
| Самовисування     | 14                          | 100 |

#### За округами
| № округу | Прізвище, ім'я, по батькові  | Дата визнання обраним | Освіта             | Партійна приналежність | Відомості про обраного депутата                        |
| -------- | ---------------------------- | --------------------- | ------------------ | ---------------------- | ------------------------------------------------------ |
| 1        | Михайловська Галина Ігорівна | 01.11.2010            | середня спеціальна | позапартійна           | Котузівська сільська рада, секретар                    |
| 2        | Луцишин Андрій Миколайович   | 01.11.2010            | незакінчена вища   | позапартійний          | Котузівська загальноосвітня школа, вчитель             |
| 3        | Пелехата Надія Михайлівна    | 01.11.2010            | середня спеціальна | позапартійна           | Територіальний центрм. Теребовля, соціальний працівник |
| 4        | Бойківський Іван Андрійович  | 01.11.2010            | середня            | позапартійний          | тимчасово не працює                                    |
| 5        | Печериця Надія Михайлівна    | 01.11.2010            | середня спеціальна | позапартійна           | Котузівська сільська рада, бухгалтер                   |
| 6        | Мерва Михайло Теодозійович   | 01.11.2010            | середня спеціальна | позапартійний          | ФГ «Мар'ян-М», голова                                  |
| 7        | Годжак Галина Петрівна       | 01.11.2010            | середня спеціальна | позапартійна           | тимчасово не працює                                    |
| 8        | Патра Василь Романович       | 01.11.2010            | середня            | позапартійний          | ПП «Альма -Віта», робочий                              |
| 9        | Сусоров Михайло Юрійович     | 01.11.2010            | середня спеціальна | позапартійний          | ПП «Альма -Віта», робочий                              |
| 10       | Пиза Віктор Григорович       | 01.11.2010            | середня спеціальна | позапартійний          | Бучацький коледж ПДАТУ, студент                        |
| 11       | Сівардюк Василь Михайлович   | 01.11.2010            | середня спеціальна | позапартійний          | Кооперативний коледж м. Тернопіль, студент             |
| 12       | Репецька Ольга Богданівна    | 01.11.2010            | середня спеціальна | позапартійна           | Котузівська загальноосвітня школа, вчитель             |
| 13       | Мерва Андрій Михайлович      | 01.11.2010            | середня спеціальна | позапартійний          | Технічний коледж ім. І.Пулюя м. Тернопіль, студент     |
| 14       | Бавдис Арсен Володимирович   | 01.11.2010            | вища               | позапартійний          | тимчасово не працює                                    |